# Tom Clancy's EndWar
Tom Clancy's EndWar è un videogioco strategico in tempo reale sviluppato da Ubisoft Shanghai per cinque piattaforme differenti, per le quali sono stati realizzati due gameplay diversi: per le console e PC è stato sviluppato come videogioco tattico in tempo reale, per le piattaforme portatili come videogioco strategico a turni. Il videogioco è stato pubblicato per Nintendo DS, PlayStation 3, PlayStation Portable e Xbox 360 nel novembre 2008, mentre la versione per Microsoft Windows è stata pubblicata nel febbraio 2009.

## Trama
Ambientato nel 2016, dove un attacco terroristico nucleare scatenato sull'Arabia Saudita, uccide sei milioni di persone e paralizza la fornitura di petrolio dal Medio Oriente, gettando il mondo in una crisi energetica senza precedenti. L'anno successivo, gli Stati Uniti d'America e l'Unione europea firmano uno storico trattato SLAMS, uno scudo spaziale in grado di neutralizzare missili nucleari in volo. Incoraggiati dal grande successo dei test a salve, gli Stati Uniti e l'Unione Europea dichiarano "la fine della guerra nucleare strategica", e il mondo celebra una nuova era di pace.
Con il prezzo del greggio che però sale a 800 dollari al barile, gli Stati membri dell'Unione Europea sono costretti a consolidare il loro potere politico, economico e militare per riunirsi in uno nuovo superstato, la Federazione Europea. Regno Unito, Australia e Irlanda scelgono di non aderire al nuovo Stato, e si uniscono invece in una nuova federazione, il "New Commonwealth".
Le nazioni troppo deboli per poter entrare a far parte delle Federazione Europea, in particolare i Paesi Baltici e quelli dell'Europa orientale, vanno in bancarotta e successivamente annessi dalla Russia, alla quale si riferiscono come, "la loro terra".
Grazie ai grandi giacimenti di petrolio e gas naturale, la Russia vive un boom economico sfruttando le sue nuove ricchezze per crearsi un sia un potente esercito, che un proprio sistema di difesa missilistica, utilizzando il suo ritrovato potere per influenzare gli eventi del mondo.
La militarizzazione dello spazio raggiunge il suo picco nel 2020, quando gli Stati Uniti rivelano l'intenzione di voler lanciare la stazione spaziale Freedom Star, nel tentativo di riconquistare nello spazio la sua posizione di superpotenza mondiale.
Le reazioni della comunità internazionale sono ostili. La Federazione Europea e la Russia si oppongon allo sviluppo della stazione spaziale, ritenuto nient'altro che un espediente degli Stati Uniti per neutralizzare le loro difese anti-balistiche e sconvolgere l'equilibrio mondiale. Per protesta la Federazione Europea si ritira dalla NATO, istituzione che viene così letteralmente cancellata. Le ex-basi Nato, come ad esempio la base aerea di Ramstein, vengono successivamente assorbite dalla Federazione Europea.
Il 23 marzo 2020, alcuni siti europei situati nella "zona senza legge", dove si trovava un tempo la Croazia, vengono attaccati da un gruppo non meglio identificato di terroristi, che utilizzano carri armati russi T-80. Vengono respinti dall'esercito europeo. Durante la battaglia, le forze europee tentano di accedere alla nave cargo che i terroristi utilizzano per sbarcare in Croazia, ma la nave viene distrutta prima che i soldati possano accedervi.
Il 4 aprile 2020, quando il modulo finale della Freedom Star si appresta ad essere lanciato da Cape Canaveral in mezzo alle proteste internazionali, lo stesso gruppo di terroristi attaccano il modulo e tentano di distruggerlo. Ancora una volta vengono respinti, questa volta però dall'Aeronautica degli Stati Uniti, mentre si verifica un altro attacco analogo, questa volta in una stazione petrolifera a nei Paesi Bassi. Dopo essere stati sconfitti dalle forze europee, i terroristi si identificano come l'Esercito Dimenticato, composto da persone provenienti dagli stati abbandonati dalle superpotenze e successivamente falliti.
A seguito di un altro attacco, questa volta a una centrale elettrica russa vicino a Minsk, gli Stati Uniti trovano "prove inconfutabili" che il Ministro della Difesa europeo François Pulain ha finanziato l'esercito dimenticato con moderne attrezzature militari. Sospettando che ci sia un complotto all'interno del governo europeo per impedire il completamento della Freedom Star, gli americani inviano una squadra tattica per rapire Pulain, mentre ispezionano una base navale della Federazione Europea.
Pulain viene catturato, ma una telefonata anonima da parte della Russia informa la polizia di Copenaghen, permettendo alle forze europee di intervenire, impedendo il rapimento e intrappolando la squadra tattica americana in una delle basi navali. Il 7 aprile 2020, gli Stati Uniti inviano a Copenaghen rinforzi per salvare la squadra in trappola. Gli americani respingono con successo il primo attacco degli europei, ma questi ultimi riescono a contrattaccare e riconquistano la loro base navale.Le forze americane si arrendono e tornano negli Stati Uniti in cambio del rilascio del ministro europeo.
Gli eventi di Copenaghen innescano però un incidente internazionale di grande rilievo e le due superpotenze arrivano molto vicino a dichiararsi guerra. Durante i colloqui di pace che si tengono in campo neutro a Londra, viene rivelato, ma solo al giocatore, che è stata la Russia a finanziare gli attacchi dell'esercito dimenticato e a indirizzare gli americani contro Pulain, citando la necessità di evitare una coalizione fra americani ed europei contro i russi, una guerra che sarebbe terminata con lo sterminio totale della Russia. Per assicurarsi lo scoppio della guerra fra le due potenze, un team di spetsnaz, camuffati da soldati dell'Esercito Dimenticato, s'infiltra in una base aerea europea a Rovaniemi per immettere un virus nel sistema che regola lo scudo spaziale.
Il virus causa un malfunzionamento nel satellite europeo destinato ad abbattere gli ICBM, facendogli credere che lo Shuttle americano in partenza fosse un missile nucleare. Lo shuttle viene distrutto e l'intero equipaggio perde la vita. Inizialmente le notizie statunitensi danno la colpa dell'incidente a un "malfunzionamento" o a un "dirottamento terroristico", e infine, quella di un "satellite europeo". Gli americani invocano la guerra a gran voce e si scagliano contro gli europei che respingono ogni accusa. La guerra fra le due potenze è ormai inevitabile. La Russia decide di combattere a fianco degli Stati Uniti con il pretesto di "aiutarli nella loro crociata contro l'Europa" e invadono la Polonia (che fa parte della Federazione Europea), ma gli americani vedono questa azione come un tentativo russo di riformare il blocco orientale e di conseguenza attaccano la Russia. La Terza Guerra Mondiale è ufficialmente iniziata.

## Fazioni
Il gioco permette di scegliere una delle tre superpotenze in gioco, assumendo il ruolo di uno dei generali della guardia d'élite del rispettivo esercito. Ogni fazione dispone di forze d'élite con differenti professionalità e caratteristiche, ciò permette una notevole longevità del gioco. Tuttavia questa accattivante caratteristica viene controbilanciata da un difetto non trascurabile: molte mappe sono uguali e nello scacchiere europeo e del Nord Atlantico appaiono città di uguali caratteristiche. Ognuna delle fazioni scelte è potenzialmente attaccabile da una non confinante e può scegliere di attaccare quella più vicina sulla mappa.

### Stati Uniti d'America
Joint Strike Force
Generale Scott Mitchell
Nel gioco gli Stati Uniti sono una superpotenza tecnologicamente avanzata all'inizio di una forte crescita industriale e militare, nonostante sia già la fazione più potente. Inoltre è ricchissima e possiede ampie scorte di petrolio, sia grazie ad una produzione autonoma che l'importazione dai paesi sudamericani. Questi primati gli ha consentito di sviluppare sia armi sempre più avanzate e potenti, che progetti nel settore della robotica e militare. La popolazione e il PIL sono nettamente superiori a quello russo e moderatamente più bassi di quelli della Federazione Europea. Nel settore militare, per compensare la scarsità di combattenti, fa ampio uso della robotica, per esempio utilizza esoscheletri per la fanteria. Il corpo speciale d'élite, prende il nome di Joint Strike Force (JSF), probabile evoluzione del corpo dei marines.
Inizialmente è in buoni rapporti con le potenze europee, poi, dal 2018, lo è con la Federazione Europea. Le operazioni sotto copertura russe spingeranno le due fazioni l'una contro l'altra. L'esercito statunitense è aggressivo, determinato e ben equipaggiato, dotato di avanzate armi robotiche e inarrivabile sia per velocità che per schieramento e di attacco, che, pur di restare alla guida dello scacchiere internazionale, decide di colonizzare lo spazio. Gli Americani crederanno alle false prove fornite dalla Russia che incolpano il ministro della difesa europeo. Questo accade in quanto tutti e tre i governi sono ostili al dialogo e conducono indagini separate in relazione agli attacchi terroristici. Inoltre, la fanteria USA è particolarmente imprevedibile, in quanto lo JSF impiega militari reclutati da vari reparti delle forze armate, ciascuno dei quali usa tecniche acquisite dai Navy Seals, dai Marines, dalla Delta Force, dai Berretti Verdi, dai Paracadutisti, dai Rangers e anche dai Ghost Recon. I combattenti della Joint Strike Force seguono un'unica dottrina militare unificata sotto un unico comando, evoluzione del corpo dei Marines USA, un letale sistema di combattimento con temibili capacità sia a terra che in aria. Le loro unità non sono seconde a nessuno sia per velocità d'attacco che di schieramento. Le unità JSF si specializzano nella guerra lampo e impiegano armi ad alta tecnologia con un'accuratezza molto elevata, le più veloci negli spostamenti. I Carri armati, i Fucilieri, e gli Elicotteri d'Assalto migliori appartengono proprio ai JSF americani.

### Russia
Spetsnaz Guard Brigade
Generale Sergei Isozotov
Come già detto, anche la Russia vive un vero e proprio boom economico, grazie all'uscita da parte del Medio Oriente dal mercato petrolifero, ereditando da esso i 2/3 dell'impero economico, senza contare la già fiorente esportazione di materie prime russe. Nel 2020, anno di inizio delle ostilità, la Nazione si presenta sotto un aspetto del tutto diverso da quello a cui il mondo era abituato dall'inizio del secolo e decenni addietro. La Federazione Russa aveva largamente superato la crisi economica che distinse i decenni precedenti il mercato mondiale, ed è la nazione colpevole di aver dato inizio alla guerra. L'avvio del programma militare e della sua politica estera, segretamente aggressiva, è simile a quella della Guerra Fredda. Probabilmente gli autori si sono anche ispirati al passato, alla Russia di Putin, soprattutto per quanto riguarda la politica di gestione dell'esportazione di gas e petrolio. Tecnologicamente parlando, si tratta della fazione più arretrata tecnicamente. Pertanto le sue forze presentano molte lacune, tuttavia compensano con uno sbalorditivo schieramento di forze, che soverchiano numericamente altri eserciti. In battaglia, contano principalmente sulla forza bruta, sui carri armati e sulla superiorità numerica. L'unico difetto di questa politica militare è presenza di una popolazione russa nettamente inferiore rispetto a quella europea o americana. Gli Spetsnaz sono specializzati nel combattimento in campo aperto e puntano sulla dottrina della forza bruta, grazie ad un massiccio schieramento di comandi mobili e veicoli d'artiglieria. Le unità Spetsnaz sono brutali in combattimento e preferiscono uccidere i propri nemici ingaggiando scontri sanguinosi a corto raggio. I veicoli d'Artiglieria e i Comandi Mobili più potenti appartengono proprio alla brigata Spetsnaz russa.

### Federazione Europea
Enforcers Corps
Generale Amadou de Bankole
Sicuramente la caratteristica che ha reso il gioco così suggestivo, è il fatto che due anni prima dei fatti narrati nel gioco, nel 2018, nasce una nuova superpotenza, la Federazione Europea, probabile risultato dell'attuale Unione Europea, che comprende la maggior parte delle potenze europee pre-federali, e, all'alba dello scoppio della guerra, gli stati federati: Italia, Francia, Germania, Spagna, Austria, Portogallo, Ungheria, Repubblica Ceca, le repubbliche scandinave e baltiche e Polonia. All'inizio delle ostilità con Mosca le forze armate europee sono costrette a ritirarsi dalla Polonia e dalla Scandinavia, per poi riorganizzarsi in un contrattacco gestito direttamente dal giocatore, conducendo le forze armate europee a riconquistare i territori perduti e avanzare fino a Mosca. Questo blocco di stati federati è senza dubbio il completamento del progetto di unificazione del continente europeo incarnato nei nostri tempi dall'Unione Europea. Tuttavia, dato il breve lasso di tempo che separa i giorni nostri dagli eventi di EndWar, fa pensare che la FE abbia i tratti di una confederazione. Come lasciano intendere i notiziari interbellici presenti nel gioco, gli europei hanno il controllo dell'Africa settentrionale, un vero e proprio impero coloniale che assicura una buona scorta energetica grazie ai giacimenti petroliferi di Libia e Algeria. Ciò nonostante, l'Europa non è autosufficiente a causa delle scorte rimaste, quindi è stata costretta a ricercare energie nuove per alimentare gli eserciti. Di conseguenza possiede un'industria avanzata sia nel settore energetico che nella sperimentazione di armi e energie alternative, come i laser militari, al contrario degli USA e della Russia che si fondano ancora tanto sulla missilistica e hanno una completa autosufficienza petrolifera. In seguito all'unificazione, la nuova Europa eredita l'alto livello qualitativo delle forze armate preunitarie di stati come Germania, Francia, Regno Unito e Italia, e, con l'istituzione della leva obbligatoria nel 2020 l'Esercito Europeo raggiunge in pochi anni un effettivo di gran lunga superiore a quello russo e di poco inferiore a quello americano. Si stima che l'effettivo delle forze armate europee all'inizio si aggiri intorno alle dieci milioni di unità, senza contare gli imponenti apparati industriali che garantiscono rifornimenti in brevissimo tempo di armi munizioni e mezzi corazzati. Inoltre, a differenza dell'America, l'Europa ha diverse raffinerie protette nel territorio della Federazione Russa, da cui importa il petrolio senza avere grosse difficoltà economiche, al contrario degli USA che importano il petrolio dal Venezuela, con forti sommosse per l'atteggiamento "imperialista" degli USA.
La particolarità dell'Europa sta nel suo essere, almeno all'inizio, in rapporti pacifici con entrambe le altre due contendenti.
Questa nuova Superpotenza è vista dalle rivali come una giovane quanto imprevedibile potenza economica e militare. Nel mondo di EndWar, anche prima della guerra, la FE si è dimostrata una superpotenza aggressiva ed imperialista, trasformata da decenni di crisi, basata sulla forza militare e dall'indole imperialista, molto differente dall'UE attuale. Con ogni probabilità la nascita di questa inedita superpotenza ha contribuito alla destabilizzazione degli equilibri internazionali causando la Terza Guerra Mondiale. Per la prima volta nella storia moderna, e dei videogiochi, l'Europa parla con una sola voce, sia nei summit diplomatici che nei campi di battaglia.
Il corpo d'élite delle Forze Armate dell'Europa Unita è l'Enforcer Corps, un corpo d'armata le cui divisioni sono nate a partire dal 2014, con la costituzione del 12º Corpo Aviotrasportato. Probabilmente l'integrazione militare europea ha inizio dall'entrata in vigore del Trattato di Lisbona nel 2014 come previsto anche nella realtà. Nonostante questo l'Europa è la fazione più difficile da guidare verso la vittoria. L'Europa perderà subito la Polonia, la Grecia e la Romania, e subirà attacchi statunitensi in Spagna e Portogallo. Sta al giocatore agire con calma per difendere l'Europa dagli attacchi americani da Ovest e contrattaccare verso Est, riconquistando i territori persi e occupando tutti i Balcani e l'Ucraina, per poi decidere se continuare la marcia verso Mosca, occupando tutta l'Europa orientale e decretando la fine dei russi e del loro nuovo impero economico, o contrattaccare negli Stati Uniti.
La presenza della Federazione Europea ha affascinato molti clienti che hanno comprato EndWar per via del fatto che vedono in questo videogioco la possibilità di avere una concretizzazione dell'Europa nella vita reale in pochi decenni. Questo fascino è aiutato dalla bandiera della Federazione, la bandiera a dodici stelle oro su sfondo blu disposte in 12 quadranti, esattamente come l'attuale Unione Europea.
Le fonti del gioco non rivelano una precisa mappatura dei territori controllati dagli europei, sia prima che dopo la guerra. Ma durante il gioco viene riferito che gli europei all'inizio delle ostilità occupano l'Africa Settentrionale e il New Commonwealth (quest'ultimo formalmente è neutrale, ma Londra, forse obbligata da Parigi, capitale esecutiva europea, permetterà alle armate europee di occupare le terre del Commonwealth). Tra l'altro è rivelato che fanno parte del Commonwealth Britannico anche Canada, Sudafrica e paesi satellite vicini, e Australia. Alla luce di ciò è difficile dire se gli europei controllano anche le terre oltreoceano del Commonwealth durante la guerra, anche perché il controllo del Canada da parte degli europei, aggiunto al dominio della Groenlandia, avrebbe portato a un predominio europeo a livello strategico oltre che militare. Probabilmente questo aspetto è stato semplicemente ignorato dagli sviluppatori per evitare uno sbilanciamento a favore della FE.
Le unità europee si ispirano alla tradizione degli antichi condottieri militari del Vecchio Continente, secondo cui la precisione infallibile degli americani o la forza bruta dei russi sono da sostituire con una forza molto versatile e preparata ad ogni evenienza. In base a questa strategia, le unità europee si affidano ad un'elevata flessibilità sul campo, grazie ad un grande dispiegamento di trasporti e unità di genieri. I Genieri, i Trasporti e gli Attacchi EMP migliori sono schierati dagli europei.

### New Commonwealth
In poche parole è una federazione costituita pochi anni prima della nascita della EF. Può essere inteso come un'evoluzione del Commonwealth britannico moderno con l'aggiunta di altre terre facenti parte un tempo dell'impero coloniale britannico (Australia, Irlanda, Sudafrica e paesi limitrofi, ma non India e Malta).Inizialmente anche il Canada e il Messico facevano parte del New Commonwealth ma il Messico venne occupato militarmente dagli Stati Uniti per assicurarsi maggiori risorse, mentre ad un certo punto anche il Canada decide di allearsi con gli Stati Uniti per evitare scontri. Pur non avendo un ruolo attivo nella guerra, è un mediatore tra le varie superpotenze. Nonostante ciò la vicinanza con la Federazione Europea si fa sentire: il gioco non fa capire al giocatore se sia volontario o costretto, ma il NC subisce l'occupazione militare europea diventando di fatto un protettorato europeo, esattamente come la Groenlandia, il Maghreb e le coste settentrionali del Canada. Ciò renderà inutile la loro neutralità e ne farà un bersaglio chiave per gli americani o per i russi nel tentativo di usarla come testa di ponte per invadere il continente, trasformandola di fatto in un teatro di guerra, nonostante si sia proclamato neutrale per cercare di preservarsi dai danni causati dalla guerra. La Gran Bretagna specialmente sarà continuamente soggetta agli attacchi dei russi e americani che cercheranno di usarla a scopi strategici. Non si sa se anche le altre nazioni del Commonwealth siano prese di mira dalle potenze straniere, ma ciò è alquanto improbabile perché gli altri stati membri sono parecchio distanti dall'Europa.

## Battaglioni
Ciascuna delle tre fazioni non possiede un esercito infinito, ma un cospicuo numero di uomini e mezzi da impiegare per combattere contro gli altri due schieramenti. A seconda della fazione scelta e del battaglione scelto, si ha una certa quantità di truppe a disposizione per la guerra, per ogni tipo di unità disponibili nel corso delle battaglie. Durante i combattimenti, le unità possono venire gravemente danneggiate o definitivamente distrutte, a seconda dei danni subiti. Quando un'unità viene gravemente ferita, smetterà di combattere e richiamerà un elicottero di supporto, che si recherà nella zona di combattimento con l'obbiettivo di recuperarla. Sia che l'unità sia del giocatore, che sia del nemico, essa può essere lasciata andare oppure può essere ancora tenuta sotto tiro fino a che non viene distrutta. Se l'unità riesce a mettersi in salvo, sopravviverà e parteciperà alla battaglia seguente. Se invece viene distrutta completamente, verrà sostituita da un'altra, presa dalla Riserva del Battaglione, che contiene decine di nuove unità di tutti i tipi pronte a rimpiazzare quelle distrutte. Le unità che escono indenni dalle battaglie senza essere danneggiate o distrutte guadagnano esperienza e abilità, e sopravviveranno per default. Le riserve sono limitate, non c'è modo di rigenerare quelle perse, per cui devono essere gestite nel miglior modo possibile per tutta la durata di una campagna. La meccanica delle riserve si applica solo nella "Campagna", non nelle "Schermaglie". Il Battaglione desiderato si sceglie prima di iniziare una campagna, dopo avere scelto la fazione per cui combattere. Ogni fazione dispone di 12 battaglioni, ognuno guidato da un comandante e formato da unità diverse e farà parte di un certo tipo di battaglione, che influenzerà le abilità, il numero e l'efficienza delle truppe, che ne fanno parte. Indipendentemente dal fatto che il giocatore decida di combattere con l'esercito americano, russo o europeo, tutti i battaglioni della propria fazione partiranno dalla capitale della fazione e si separeranno l'uno dall'altro con la continuazione della guerra, ognuno si recherà in una certa linea del fronte in diverse aree geografiche. Contrariamente al pensiero ovvio, concentrare più battaglioni in una singola area non è una buona idea, in quanto ciò lascerà esposte le altre aree controllate dalla fazione. Quando un battaglione esaurisce le unità è annientato, perciò non combatterà più. Se una fazione perde tutti i battaglioni, perde tutti i propri territori, o se una delle altre due fazioni conquista 28 territori, la fazione perde. Il giocatore non può controllare tutto l'esercito di una fazione, solo un intero battaglione. Pertanto, il giocatore gestirà solo le battaglie che avvengono sul fronte in cui il proprio battaglione decide di posizionarsi. L'esito delle battaglie combattute fra battaglioni alleati e nemici in altre aree geografiche anche lontane, è fuori dal controllo del giocatore, ma vincere la propria battaglia influenzerà il morale delle truppe alleate nelle altre, spingendole a lottare più tenacemente.

## Tipi Battaglione
I Tipi di Battaglione influenzano i parametri delle unità, controllate dal giocatore. Ciascun tipo porta al giocatore sia dei vantaggi che degli svantaggi. Non esiste un battaglione perfetto per tutte le situazioni, perciò è meglio analizzare ogni scontro prima di procedere, e, se risulta troppo arduo per il nostro battaglione, è meglio comunicare la posizione al comandante di un battaglione alleato vicino e chiedere se può combattere al nostro posto, se la battaglia dovesse rivelarsi più vantaggiosa per lui. Lo stesso potrà essere fatto dagli alleati nei nostri confronti.
Battaglione Operazioni Speciali: I Battaglioni Tattici si adattano facilmente a dirversi tipi di scontro grazie ad unità polivalenti e ben addestrate che combattono con sufficiente autonomia nei diversi teatri di scontro. Puntano su una certa autonomia e versatilità, in altre parole non eccelgono in nessun campo, ma sono una buona scelta sia in operazioni difensive che offensive. Sono composti da un numero eguale di unità per ciascun tipo.
Battaglione Corazzato: I Battaglioni Corazzati sono specializzati negli scontri terrestri, ottimi per operazioni in scenari estesi dotati di pochi ripari per nascondere la fanteria, hanno scarsa mobilità a terra, un numero esiguo di elicotteri per contrastare attacchi a sorpresa o dall'alto. Posseggono un abbondante numero di carri armati e trasporti blindati.
Battaglione Assaltatori: I Battaglioni Assaltatori sono specializzati in operazioni veloci e in profondità nel territorio nemico, votati più alle missioni offensive, con unità veloci e flessibili che portano a compimento una vasta gamma di obiettivi militari. Gli Assaltatori dispongono di massicce riserve di Trasporti e Fucilieri, ma hanno nel loro organico scarse unità di carri armati e mezzi d'artiglieria.
Battaglione Aviotrasportato: Battaglioni votati agli attacchi rapidi dall'alto per travolgere le truppe nemiche nel settore operativo. Addestrati al dispiegamento in varie forme, specialmente dall'aria, e alla cattura e fortificazione delle stazioni radio e del terreno di scontro. Pongono molta enfasi sull'uso di fanteria ed elicotteri per massimizzare la velocità, ma hanno scarse riserve di mezzi a terra, specialmente carri e artiglieria.
Battaglione Meccanizzato: Battaglioni preparati a dispiegamenti e avanzamenti rapidi con unità di cavalleria modulari e pesantemente armate. Ottimi per operazioni in terreni misti dotati di molti ripari, ma vulnerabili contro unità con più potenza di fuoco. Raggruppa molte unità di Trasporti e Genieri, ma hanno scarse capacità di proiezione di potenza da lunghe distanze, a causa di una scarsezza di mezzi d'artiglieria ed elicotteri.
Battaglione Tattico: Battaglione particolare ottimizzato per proiettare una grande potenza di fuoco da lunghe distanze su nemici più lenti e meno versatili. Questi battaglioni sono dotati di diverse unità di elicotteri e reparti d'artiglieria con ottima esperienza, ma hanno poche unità di fanteria.

## Battaglioni Joint Srike Force – Stati Uniti D'America
JOINT STRIKE FORCE 
3' Battaglione Tattico: I Veicoli di Comando Mobile Archon del battaglione sono sempre pronti a supportare e rinforzare direttamente le altre truppe del battaglione in battaglia grazie alle proprie funzioni di comando e controllo. Equipaggiato con un sistema C5. Mike Kim è il leader di questo battaglione.
SPECIALITA': Equipaggiato con mezzi di Comando C5A1 Archon, con le funzioni sopraindicate.
MOTTO: Nessun Peggior Nemico, Nessun Miglior Amico.
5'Battaglione Corazzato: Questo battaglione fornisce veicoli corazzati e sistemi d'arma controcarro portatili, oltre che a soldati estremamente competenti. Jordan Taylor è il leader di questo battaglione.
SPECIALITA': Genieri +20%Danno Carri+20Danno
MOTTO: Il Mucchio Selvaggio
8'Battaglione Assalto: Questo battaglione gode di un'estrema flessibilità operativa. Le sue unità possono compiere missioni dovunque, e, comunque si svolga, con una grande scelta di modalità operative. Michael Haney è il leader di questo battaglione.
SPECIALITA': Tutte le unità accumulano esperienza del 20% più in fretta.
MOTTO: Nel Cuore della Mischia
13' Battaglione Aviotrasportato: Gli elementi di questo battaglione sono prevalentemente reclutati dalla Delta Force e Navy Seal. Sono estremamente bene addestrati in una vasta gamma di inserimenti nell'area di combattimento, fra cui lanci con paracadute ad ala e alta o bassa quota. Roger Funk guida questo battaglione.
SPECIALITA': Fucilieri +10%Danno Genieri+10% Danno Le unità di fanteria si possono inserire nell'area con l'attacco in profondità, cioè paracadutarsi oltre le linee nemiche.
MOTTO: Giudizio dal Cielo
14' Battaglione Assalto: Truppe veloci e versatili addestrate alle tecniche di manovra avanzata allo scopo di avvicinarsi al nemico e annientarlo con un'enorme potenza di fuoco. Dmitri Williams è il leader di questo battaglione.
SPECIALITA': Genieri +10%Difesa Trasporti+20%Danno
MOTTO: I Primi a Combattere
16' Battaglione Corazzato: Cavalleria veloce e ben armata specializzata in attacchi da posizioni avanzate contro lo schieramento nemico in qualsiasi condizione ambientale e meteorologica. Steve Dersnah è il leader di questo battaglione.
SPECIALITA': Trasporti e Carri Armati +20% Su Attacco, Difesa e Mobilità.
MOTTO: Guardiani della Libertà
22' Battaglione Tattico: Addestrato soprattutto per integrare unità aeree e terrestri in una sola struttura di comando e sotto un unico leader. Preparato a qualsiasi tipo di scenario. Paul Smith è il leader di questo battaglione.
SPECIALITA': Elicotteri d'Assalto +40 Su Attacco, Difesa e Mobilità.
MOTTO: Non Cedere un Palmo
23' Battaglione Meccanizzato: Trasporti e squadre di fanteria avanzata in grado di compiere qualunque tipo di missione in territorio nemico. Nick Salvatore è il leader del gruppo.
SPECIALITA': Genieri 20%+Danno e Mobilità Carri Armati+10% Danno e Mobilità
MOTTO: Diavoli con Elmetti
26' Battaglione Meccanizzato: Sorprendentemente flessibile e veloce per un'unità di queste dimensioni, il 26' è preparato ad affrontare qualsiasi tipo di missione oltre le linee nemiche ed è ciò che la JSF intende quando si parla di " guerra di movimento." Joseph Gonzales è il leader di questo battaglione.
SPECIALITA': Trasporti ed Elicotteri +25% Difesa e Mobilità
MOTTO: Pistoni Roventi
35 'Battaglione Aviotrasportato: 
SPECIALITA': Carri Armati +30% Attacco e Difesa
MOTTO: Veri Patrioti
6' Battaglione Operazioni Speciali: Le unità meglio addestrate ed equipaggiate di tutta l'America, probabile evoluzione del corpo dei Ghost Recon. Una task force mobile e veloce che sacrifica la resistenza in favore di un'elevata mobilità combinata con un'accuratezza invidiabile grazie ad un dispiegamento avanzato e di Fucilieri, Carri Armati ed Elicotteri d'Assalto combinati. Il 6' Operazioni Speciali possiede le migliori unità della JSF, di cui molte facenti parte degli ex-Ghost Recon. Inizialmente guidato da Nathaniel Goudie, il miglior comandante della JSF americana. Se la Terza Guerra Mondiale raggiunge la quarantesima settimana senza essersi conclusa, il Generale Scott Mitchell prenderà il comando delle truppe.
SPECIALITA': Fucilieri, Carri Armati ed Elicotteri d'Assalto 50% Attacco, Difesa e Mobilità.
MOTTO: La Punta di Lancia Americana

## Battaglioni EFEC- Federazione Europea
Battlegroup 4' Aviotrasportato: Il 4' Aviotrasportato è entrato in servizio nel 2014, il primo nucleo operativo degli Enforcers ad entrare in servizio per l'Europa. I coscritti del gruppo sono principalmente italiani, francesi e spagnoli. Antonio Maldini è il leader di questo gruppo.
SPECIALITA': Fucilieri e Genieri +30% Attacco, Difesa
MOTTO: Chi Osa Vince
Battlegroup 5' Aviotrasportato: Battaglione aviotrasportato modulare estremamente preparato e abituato a svolgere incursioni in tutto l'emisfero boreale nel giro di pochi giorni attaccando da posizioni avanzate. Karl Haider è il leader di questo gruppo.
SPECIALITA': Fucilieri +30% Attacco e Mobilità 
MOTTO: Patria e Onore
Battlegroup 6' Assalto: Forza di difesa congiunta, molto capace e coordinata e ideata per un dispiegamento rapido ovunque sia necessaria ulteriore potenza di fuoco sul campo di battaglia. Era stanziata nelle colonie nordafricane e possiede un grande esperienza del controllo delle folle operazioni antiterroristiche. Si occupa anche della sicurezza delle amministrazioni e cittadini europei in tutto il globo. Claude Moreau è il leader del gruppo.
SPECIALITA': Carri e Trasporti +25% Attacco e Mobilità
MOTTO: Fiato alle Trombe
Battlegroup 8' Meccanizzato: Questo nucleo di combattimento è costituito da elementi francesi e tedeschi congiunti e opera in diverse condizioni e ambienti grazie sia ad accurate ricognizioni che raid coordinati da un solo comando centralizzato. Santiago Arnavisca è il leader di questo battaglione.
SPECIALITA': Carri e Artiglieria +15 Attacco 
MOTTO: Fendente d'Europa
Battlegroup 10' Tattico: Questo gruppo da battaglia è il cuore tecnologico dell'esercito EFEC, con veicoli LV-20 CarloMagno che consentono una visione del campo di battaglia ampia e dettagliata. Tutti i sistemi di battaglia elettronica standard sono già installati nel Comando Mobile. Equipaggiato con un Comando Mobile Carlo Magno. Dopo la sua creazione nel 2016, molti soldati del 10'Tattico sono stati decorati per le azioni nei conflitti nel mondo. Alain DuBarry è il leader del gruppo.
SPECIALITA': Equipaggiato con un LV-20 Carlo Magno
MOTTO: Sapere È Potere
Battlegroup 12' Tattico: Gruppo da combattimento pesante con un comando superbo e supportato da reparti d'artiglieria eccellenti dalla distanza. Gli alti standard richiesti per entrare nel gruppo fanno sì che molti suoi elementi siano spesso richiesti altrove o in altre unità. Tim Schwider è il leader del gruppo.
SPECIALITA': Genieri e Artiglieria +25% Attacco e Difesa
MOTTO: Precisione Prima di Tutto
Battlegroup 15' Corazzato: Questo gruppo da battaglia è formato da forze speciali di tutta l'Europa Orientale e Baltica, è versatile, molto indicato per operazioni di difesa territoriale e sabotaggi alle strutture sensibili. La cavalleria e le truppe corazzate pesanti sono tecnologiche, adattabili e facilmente intercambiabili, e combattendo sempre nello stesso gruppo sono state abituate ad una stretta cooperazione. Lùkas Farber è il leader del gruppo.
SPECIALITA': Elicotteri e Trasporti +20% Mobilità e Difesa
MOTTO: Saldi e Forti
Battlegroup 16' Meccanizzato: Nucleo di combattimento avanzato e in costante stato d'allerta, sempre pronto ad intervenire in qualsiasi parte del pianeta, ed addestrato a gestire diverse situazioni, dal peacekeeping a conflitti su larga scala veri e propri. Thierry DuBois è il leader di questo gruppo.
SPECIALITA': Fucilieri e Genieri +30% Difesa
MOTTO: Morte ai Tiranni
Battlegroup 20' Assalto: Il 20' Assaltatori conta fra le proprie file i migliori piloti dell'esercito europeo unito, specializzati negli attacchi a obiettivi nemici rilevanti e al sabotaggio delle infrastrutture sensibili. Il gruppo è dotato di una grande capacità d'adattamento. Hans Jaeger è alla guida del gruppo.
SPECIALITA': Elicotteri +30% Attacco, Difesa e Mobilità. 
MOTTO: Uniti nella Lotta
Battlegroup 22' Assalto: Quasi interamente costituito da elementi francesi, mentre i genieri e il supporto logistico sono di provenienza tedesca. La gestione di questo potente gruppo di combattimento è affidata ad un comando ottimamente congiunto. Lars Beckenbauer guida questo gruppo.
SPECIALITA': Carri Armati +20% Attacco Artiglieria +10% Mobilità
MOTTO: L'Unione fa la Forza
Battlegroup 24' Meccanizzato: Massiccio e lento nucleo di truppe pesanti ottimamente armate, spiegabili ovunque e dotati di cavalleria e meccanizzate avanzate, funge da supporto alla diplomazia ma si rivela efficace anche in situazioni di guerra aperta.
SPECIALITA': Carri Armati +25% Attacco e Mobilità Fucilieri +10% Mobilità 
MOTTO: Fantasmi della Notte 
Battlegroup 1' Operazioni Speciali: La migliore forza d'èlite schierabile dall'Europa, di cui fanno parte molti ex operativi della squadra Rainbow di inizio secolo e varie altre forze antiterrorismo europee, fra cui GIGN francesi, GEO spagnoli, GSG9 tedeschi, NOS italiani e CEJ slovacchi, con un alto potere di adattamento ai campi di battaglia odierni con forze miste e efficaci. All'inizio sarà guidato da Alexis Matz, considerato il più abile dei comandanti europei, ma se la Terza Guerra Mondiale giunge alla quarantesima settimana senza essere stato risolta, il generale Amadoude de Bankole prenderà il suo posto.
SPECIALITA': Trasporti e Genieri +50% Attacco, Mobilità e Difesa
MOTTO: La Spada d'Europa

## Battaglioni Spetsnaz Guard Brigade- Russia
56' Brigata Aviotrasportata: Una delle brigate più potenti della Russia, ha fama di essere uno dei gruppi da combattimento più efficienti del fronte orientale della Terza Guerra Mondiale, grazie all'audacia dell'addestramento e l'inventiva del comandante. Alexander Keresnich è il comandante di brigata.
SPECIALITA': Elicotteri e Trasporti +20% Attacco e Mobilità
MOTTO: Fendente Profondo
8' Brigata Meccanizzata: È dotata di una strepitosa dotazione di armi leggere, veicoli meccanizzati e sabotatori avanzati, maestra nel condurre sabotaggi alle infrastrutture sensibili nel territorio ostile senza lasciare tracce. Fyodor Savilov comanda questa brigata.
SPECIALITA': Fucilieri e Carri +15% Attacco e Mobilità
MOTTO: Per la Madre Patria 
19' Brigata Meccanizzata: Brigata dotata di una grande potenza di fuoco frontale, ottima nei combattimenti aperti e operazioni in ambienti a temperature rigide, addestrati nel distretto del Caucaso settentrionale. Mikhail Lemzenko è alla guida della brigata.
SPECIALITA': Trasporti e Carri +25% Difesa 
MOTTO: Pionieri della Mischia
13 'Brigata Aviotrasportata: Brigata costituita sulla falsariga delle "Task Force" statunitensi, specializzato in operazioni segrete e controllata dal G.R.U russo. Stanziata a Mosca per proteggere l'ordine costituzionale della Federazione Russa durante la guerra contro gli europei e statunitensi. Gestita da Arkadi Novikov.
SPECIALITA': Elicotteri +20% Difesa e Mobilità Artiglieria +15% Attacco
MOTTO: Serviranno Molti Colpi
20 ' Brigata Assalto: Creata nei lontani anni '70 per operazioni sia di sabotaggio che di incursioni rapide e di profondità contro la NATO durante la Guerra Fredda. Questa brigata ha eccellenti capacità d'adattamento e si può considerare come la più decorata brigata della Guardia Spetsnaz. L'ex-Rainbow Genedy Filatov ha il compito di guidare questa brigata.
SPECIALITA': Trasporti +10% Attacco Carri +15% Attacco Fucilieri +10% Mobilità 
I fucilieri potranno anche usare l'abilità Attacco in Profondità e sganciarsi in un'area avanzata. 
MOTTO: Dritti al Punto
35' Brigata Corazzata: La brigata più vecchia a disposizione della Russia: la storia delle sue unità risale fino alla Guerra Fredda. Per 50 anni questi uomini si sono preparati ad un conflitto sanguinoso nel continente Europeo, e pertanto estremamente temuti per le loro capacità acquisite. Yuri Tankayev guida la brigata.
SPECIALITA': Elicotteri e Carri +10% Attacco e Difesa e +20 Mobilità
MOTTO: Intimidazione Effettiva 
48' Brigata Segnalatori: Una vecchia brigata impiegata fin dalle prime fasi della Guerra Fredda, ha poi operato nell'Invasione dell'Afghanistan per supportare l'esercito russo contro i ribelli. Da allora non è stata mai più impiegata, ma è stata rifondata allo scoppio della Terza Guerra Mondiale, ora costantemente impegnata in operazioni offensive contro l'Europa e gli Stati Uniti. Il Colonnello Georgi Sokolov guida la brigata.
SPECIALITA': Artiglieria e Fucilieri +20% Attacco Fucilieri +15% Attacco e Mobilità
MOTTO: Oggi Sfamiamo i Corvi
17' Brigata Segnalatori: Una brigata di nuova concezione creata nei primi anni 2000, addestrata al recupero ostaggi di alto profilo, assalti anfibi e frontali, e la sola brigata della Spetsnaz in grado di usare, o sabotare, le postazioni ostili. È anche addestrata ad usare armi chimiche, la sola qualificata per combattere in ambienti NBC e fronteggiare qualunque tipo di contaminazione. Leonid Vilkov guida la brigata.
SPECIALITA': Genieri + 30% Attacco e Difesa
MOTTO: La Tela del Ragno
39' Brigata Assalto: Truppe d'èlite che esegue costantemente missioni di assassinio delle personalità nemiche importanti in tempi di guerra. Gli elementi migliori di una già rigida selezione fanno parte di questa brigata. Guidata da Boris Pontetkiev.
SPECIALITA': Fucilieri +15% Attacco e Mobilità Genieri +15% Difesa
MOTTO: Con le Unghie e con i Denti 
44' Brigata Assalto: Formazione avanzata in grado di avanzare, disperdersi o ritirarsi senza cedere terreno al nemico in avanzamento e nel sabotare le strutture sensibili del nemico. Ha la fama di essere l'unità più temuta e pericolosa della Guardia Spetsnaz. Il colonnello Valentin Vikov Nobanov guida la brigata.
SPECIALITA': Carri e Trasporti +20% Attacco Elicotteri +10 Difesa
1' Brigata Alfa Operazioni Speciali: I Migliori elementi dell'esercito SGB sono radunati in questo gruppo da diversi distretti di provenienza, il che li rende una brigata estremamente imprevedibile sul campo. Gli operativi sono molto versatili e si adattano a quasi ogni possibile incarico. Gli operatori Alfa spiccano nelle doti di Cecchinaggio, Infiltrazione e Demolizione.
SPECIALITA': Artiglieria e Comando Mobile +50% Mobilità e Difesa (Supporto Terrestre +50% Difesa e Attacco)
MOTTO: Sempre, Dovunque, Comunque

## Gerarchia Militare Joint Task Force (America)
Presidente David Becerra
Generale Scott Mitchell
Colonnello Asso Nathan Goudie
Colonnello Jordan Taylor
Colonnello Marcus Brown
Colonnello Joseph Gonzales
Colonnello Nick Salvatore
Colonnello Roger Funk
Tenente Colonnello Ingham West
Tenente Colonnello Dmitri Williams
Tenente Colonnello Paul Smith
Tenente Colonnello Mike Kim
Tenente Colonnello Steve Dernasch 
Tenente Colonnello Michael Haney
Maggiore Alice Dennison – US Marine Corp – Ufficiale Logistica, Briefing e Intelligence

## Gerarchia Militare Enforcer Corp (Europa)
Presidente Nathaliè Pèrreau
Generale Amadou de Bankole
Colonnello Asso Alexis Matz
Colonnello Lars Beckenbauer
Colonnello Thierry Dubois
Colonnello Antonio Maldini
Tenente Colonnello Karl Haider
Tenente Colonnello Santiago Arnavisca
Tenente Colonnello Lùkas Fàrber
Tenente Colonnello Tim Schwider
Tenente Colonnello Alain DuBarry
Tenente Colonnello Hans Jaeger
Tenente Colonnello Guilleame Delas
Tenente Colonnello Claude Moreau
Maggiore Ilaria Cimino- Esercito Italiano- Ufficiale Logistica, Briefing e Intelligence

## Gerarchia Militare Guardia Spetsnaz (Russia)
Presidente Vladimir Kapalkin
Generale Sergei Izotov 
Colonnello Asso Alexei Tatarev
Colonnello Alexsandr Kurovich
Colonnello Arkadi Novikov
Tenente Colonnello Genedy Filatov
Tenente Colonnello Georgi Sokolov
Tenente Colonnello Leonid Vilkov
Maggiore Alexei Noskov – GRU Tactic Valutation Service- Ufficiale Logistica, Briefing e Intelligence

## Modalità di gioco

### Mappa
Il gioco prende posto nello stesso universo di Ghost Recon ed H.A.W.X..
Le locazioni giocabili sono posizionate in Europa, Russia occidentale e Stati Uniti orientali Per scegliere il campo di battaglia, è presente una mappa olografica con tutti i territori del conflitto comprese le tre capitali di fazione.

#### Capitali di fazione
Sono i territori più difficili da conquistare e anche i più importanti, segnati sulla mappa da una stella. Per essere conquistate, bisogna vincere consecutivamente tre battaglie in conquista, assalto e assedio. Conquistando tutte e tre le capitali si vince la campagna. Perdere la capitale per una fazione non significa l'eliminazione dal conflitto, né l'impossibilità di contrattaccare e riprendersi la città, ma la fazione sarà fortemente ostacolata negli spostamenti da un campo di battaglia ad un altro, e il battaglione non potrà essere potenziato finché la capitale non sarà ripresa. Per attaccare una capitale bisogna prima conquistare i territori nemici adiacenti, poi è necessario sconfiggere i nemici nella loro capitale per almeno tre volte consecutivamente. La prima partita serve a fare breccia nelle difese perimetrali della città nemica. La seconda serve ad aprirsi un varco fino al centrocittà, mentre la terza ed ultima serve a distruggere il centro del potere dei nemici in città Le capitali sono Washington per gli americani, Parigi per gli europei e Mosca per i russi.

#### Basi Militari
Segnate sulla mappa dal segno "+", offrono un grande vantaggio tattico. Se la propria fazione ne controlla una vicino al luogo dello scontro, il giocatore può ottenere unità terrestri addizionali o chiedere il supporto aereo. Ogni fazione ne possiede due o tre, e ciascuna ospita diversi tipi di supporti che andranno persi se saranno conquistate. Le basi delle aviazioni garantiscono attacchi aerei, le basi degli eserciti garantiscono forze di terra addizionali. Se conquistata, una base smette di supportare la fazione che l'ha ceduta e inizia a inviare forze a quella che l'ha presa. Le basi possono essere sabotate con missioni di tipo Raid, ma queste sono svolte in condizioni piuttosto difficili per chi attacca e tolgono al nemico le possibilità di supporto solo per due turni.

### Turni
La campagna in singolo è suddivisa a turni, come il famoso gioco da tavolo Risiko. All'inizio di ogni turno il giocatore deve scegliere in quale territorio combattere tra quelli disponibili; la sconfitta o la vittoria dello scontro può comportare la chiusura o l'apertura di nuovi fronti. Alla fine di ogni battaglia il turno finisce, mostrando i risultati di tutti i combattimenti che si sono svolti e i territori che sono stati conquistati o persi dalle tre fazioni. Se il giocatore riesce a sconfiggere un comandante di grado superiore al proprio, influenzerà positivamente gli eserciti del proprio schieramento impegnati in altri scontri. Nell'interfaccia della mappa, oltre a scegliere in quale territorio combattere, si può accedere ad altre funzioni, come modificare la difficoltà di gioco, accedere alla caserma, salvare la partita o vedere il numero di territori occupati da ciascuno schieramento. Quando uno schieramento conquista tutte le tre capitali di fazione o conquista 28 territori la campagna finisce. Uno schieramento vince, gli altri due perdono.

## Campo di battaglia
Ogni campo di battaglia presente nel gioco è diverso per aspetto e confomazione del territorio, sia esso rurale o urbano. In ogni territorio sono presenti due punti di raccolta, posizionati ai margini della mappa, e un determinato numero di stazioni radio.

### Stazioni radio
Sono segnate sulla mappa da una lettera maiuscola e possono essere conquistate solo dalla fanteria. Conquistandole, si ottengono "punti comando" con i quali si possono schierare rinforzi o chiedere unità di supporto. Se una stazione radio viene distrutta, il suo simbolo sulla mappa viene "barrato" e non può essere più potenziata. Se lo era prima di essere distrutta il potenziamento viene perso, ma genera ugualmente PC. Se una stazione radio viene disattivata dal nemico vengono persi i suoi potenziamenti, non produce più PC, e non viene più contata come stazione radio conquistabile.

### Punti comando
Sono la moneta corrente nel corso della battaglia. Grazie a essi possono essere schierati rinforzi o supporti provenienti dalle basi strategiche. Le stazioni radio generano automaticamente una piccola quantità di PC, e per ogni nuova stazione acquisita se ne ottiene una quantità bonus. Le Stazioni radio di solito sono disposte sulla mappa in modo che ce ne sia un numero equo in ogni lato della mappa, ma nelle missioni Assedio sono disposte per essere più vicine al difensore, così che si possa difendere più facilmente. In modalità Conquista, controllare e difendere il 60% delle stazioni significa la vittoria per la fazione.

### Rinforzi
All'inizio dello scontro, si avranno a disposizione solo poche unità, alle quali potranno essere aggiunti i rinforzi chiamati dal giocatore. Il numero di unità schierabili contemporaneamente aumenta insieme al grado del giocatore fino a 12. Chiamate le unità desiderate, un elicottero di supporto le porterà nella zona e le scaricherà sull'area designata.

### Defcon
Quando in un combattimento una delle due fazioni riesce a primeggiare sull'altra e sta per vincere la partita, la fazione perdente ottiene il diritto di usare le WMD, ossia le armi di distruzione di massa, utilizzabili per bombardare uno specifico settore della mappa, uccidendo all'istante le unità nemiche nell'area. La Joint Strike Force può usare il Bombardamento Cinetico, una salva di potenti missili balistici intercontinentali lanciati da un satellite militare in orbita che impattano col terreno e causano potenti terremoti e onde d'urto. L'EnforcerCorp usa un Laser Orbitale Tattico ad Alta Intensità, un laser militare massivo sparato da un satellite in orbita che vaporizza un'unità nemica. La Russia usa un missile termobarico pesante sparato da un veicolo lanciatore mobile SCUD fuori dal campo di battaglia. Appena la fazione perdente ha usato le sue WMD, però, anche il nemico avrà l'autorizzazione a sparare con la sua arma specifica. In modalità Defcon, inoltre, le unità rinforzo costeranno un quarto del prezzo originario e si potrà disattivare permanentemente una stazione radio nemica sparando un impulso EMP su di essa.

### Supporti Strategici
Conquistando e potenziando le stazioni presenti sulla mappa nel corso del combattimento con l'aiuto dei Fucilieri o dei Genieri, si possono ottenere alcuni supporti esterni per indebolire il nemico o per avvantaggiare le nostre unità. Quando una stazione è conquistata, basta ordinare all'unità più vicina di entrare e potenziarla con uno dei tre supporti disponibili, Aereo, Terrestre, Elettronico, ed in pochi secondi il supporto sarà a nostra disposizione. Per accedere ad un supporto è sufficiente controllare una sola stazione, ma, per averla a disposizione al massimo della sua potenza, bisogna potenziare tre stazioni. Il supporto si perde se la stazione è catturata dall'avversario o se è distrutta.
Supporto Aereo
Il Supporto Aereo permette al giocatore di richiamare sul campo una squadriglia di cacciabombardieri che sorvolano rapidamente l'area e indeboliscono le unità nemiche selezionate. Il primo livello permette di indebolire una squadra nemica. Il secondo danneggia gravemente la squadra nemica. Il terzo annienta più unità nemiche, nel caso fossero abbastanza vicine. Gli aerei d'attacco non potranno essere contrastati o abbattuti. I JSF richiedono l'intervento degli A-20 Razorback. L'Europa richiede gli Eurofighter Meteora. La Russia richiede gli Su-39 Sledgehammer.
Supporto Terrestre
Il Supporto Terrestre permette al giocatore di richiedere l'aiuto dell'esercito regolare della propria fazione, che invia truppe in aiuto sulla mappa per attaccare i nemici sulla linea del fronte. Le unità addizionali entreranno sul campo di battaglia e procederanno in posizioni predefinite per attaccare i nemici sulla linea del fronte. Le forze di terra sono però più lente di quelle d'èlite del giocatore, infliggeranno meno danni e non avranno gli scudi, come quelle del giocatore. Il livello 1 schiera squadre di fanteria. Il livello 2 schiera fanteria affiancata da veicoli d'attacco rapido. Il livello 3 schiera plotoni di carri armati. Gli JSF useranno unità dello US Army. L'Europa userà truppe dell'esercito Europeo. La Russia userà truppe delle forze di terra russe federate.
Supporto Elettronico
Il Supporto Elettronico permette di sparare sul campo di battaglia degli impulsi EMP che immobilizzano temporaneamente i veicoli del nemico, ma non ha effetto sulla fanteria. Le stazioni radio nemiche colpite e le truppe nemiche corazzate colpite dall'impulso saranno temporaneamente immobili e inermi e prive di scudo, la minimappa del nemico e le sue abilità speciali saranno inutilizzabili, i rinforzi non potranno essere chiamati e gli attacchi aerei non potranno essere effettuati. Il livello 1 colpisce unità nemiche in una piccola area. Il livello 2 colpisce le unità nemiche con più potenza e in un più ampio raggio. Il livello 3 avrà un raggio ancora più esteso e durerà ancora di più.

## Combattimento
Esistono quattro tipi di combattimenti, e, in ognuno, le condizioni per giungere alla vittoria sono differenti. È comunque possibile vincere ogni tipo combattimento eliminando o neutralizzando tutte le unità nemiche.

### Conquista
L'obiettivo è prendere il controllo di più della metà delle stazioni radio presenti sul campo di battaglia e mantenerne il controllo fino allo scadere del tempo. Se la fazione vincente perde il controllo della maggioranza delle stazioni, il timer di vittoria si arresta, e ricomincia da capo, non appena uno schieramento ne riconquista oltre il 50%.

### Assalto
Si ottiene la vittoria quando tutte le unità nemiche sulla mappa sono state annientate o eliminate e il comandante non può schierare altre truppe.

### Raid
Questa modalità è disponibile solo se il combattimento avviene in una base strategica, e non sono ammesse unità d'artiglieria.
Per l'attaccante l'obiettivo è distruggere oltre la metà delle strutture chiave, segnate sulla mappa, entro lo scadere del tempo, difese da robot droni automatici.
Per il difensore l'obiettivo è difendere le strutture chiave.
Se il raid viene effettuato con successo, lo schieramento che controlla la base non può fare affidamento sui supporti forniti da essa per almeno sei turni.

### Assedio
È disponibile solo nella fase finale per la conquista di una capitale.
L'attaccante deve conquistare la stazione radio strategicamente più importante e mantenerne il controllo, prima dello scadere del conto alla rovescia. Il timer si ferma se la fazione attaccante conquista una stazione radio.
Il difensore deve eliminare tutte le unità nemiche. In Assedio, il difensore è tagliato fuori da qualunque supporto all'inizio della missione, e non può chiedere rinforzi o supporti, fino allo scadere del conto alla rovescia. Se il difensore resiste fino allo scadere del tempo, allora un massiccio esercito inizierà a marciare nella mappa e sigillerà l'area con forze di ogni tipo, aiutando il difensore a respingere gli attaccanti.

## Unità
Ci sono sette tipi diversi di unità sotto il comando diretto: fucilieri, genieri, carri armati, trasporti, elicotteri, artiglieria, e unità di comando.
Ogni unità può potenziarsi in attacco e difesa. I potenziamenti si comprano spendendo i punti ottenuti nel gioco.
Ci sono circa 40.000 linee di dialogo, 9.000 delle quali "esclusive dell'unità" che dà al battaglione una personalità. Ogni unità ha una sua specifica voce per aiutare il giocatore a riconoscerlo sul campo di battaglia se in pericolo.
Il giocatore non controlla i singoli soldati, ma le più ampie compagnie e plotoni. I soldati usano tattiche di copertura e di attacco realistiche. I veterani agiscono in base all'esperienza delle loro battaglie passate.
Fucilieri: La fanteria standard. Sono efficaci contro altri fucilieri, genieri e artiglieria se a corto raggio, ma vulnerabili contro tutto il resto. Per un po' di tempo possono tenere testa agli elicotteri quando sono sotto un buon riparo, ma alla fine, se non si spostano saranno sopraffatti. I fucilieri si possono mettere al riparo come i genieri, ma questo aumenta solo la resistenza ai danni e limita il raggio visivo. Possono usare lo stealth per non venire rilevati dai nemici, essere addestrati al cecchinaggio e lo sprint sul terreno. Sono in grado di conquistare punti chiave, ma vengono potenziati più lentamente dei genieri. I fucilieri russi vengono chiamati "Lupi", e fanno parte degli Spetsnaz. I fucilieri europei sono chiamati Kommandos. I fucilieri americani vengono chiamati Fantasmi, e sono reclutati tra vari reparti delle forze armate degli Stati Uniti, incluso Marine Force Recon, SEALs, Army Rangers, Berreti verdi, Paracadutisti, ed anche Ghost Recon. Hanno una grande velocità d'azione e maestria in scontri urbani. Grazie al loro addestramento intensivo e l'impiego avanzato della robotica, i fucilieri americani sono i migliori.
Genieri: Queste sono truppe anticarro, quando sono coperti sono efficaci contro tutte le unità, con l'eccezione dei fucilieri. Inoltre se il loro riparo si trova lontano dall'artiglieria, quest'ultima può ingaggiarli e distruggere facilmente il loro riparo.I genieri possono piazzare mine terrestri ogni 25 secondi, inoltre possono usare mitragliatrici pesanti come abilità speciale per danneggiare i fucilieri e gli elicotteri. I genieri russi sono conosciuti come Orsi. I genieri europei vengono chiamati Granatieri. I genieri americani vengono chiamati Pionieri. I Granatieri Europei sono equipaggiati con un'armatura pesante e le loro armi sono più avanzate delle controparti americane e russe.
Trasporti: Queste unità sono letali contro gli elicotteri e i fucilieri, e possono portare la fanteria, ma sono estremamente vulnerabili contro i carri armati e ai genieri trincerati. La Russia utilizza il BTR-112 Blasta. Gli europei usano il tedesco AMZ-26 Mustellde. Gli americani usano l'M118 Fastback. Grazie a sistemi antiaerei di ultima generazione e armi a microonde i Mustelide europei sono i trasporti migliori.
Carri armati: I Carri armati sono molto efficaci contro altri veicoli corazzati, come carri e trasporti, anche se sono vulnerabili ai genieri riparati, colpi di artiglieria, elicotteri d'attacco e campi minati. I russi utilizzano il T-100 Orco. La Federazione Europea impiega lo 1A3 Panthera. Gli Americani usano lo M5A2 Schwarzkopf. Lo Schwarzkopf americano ha un cannone con proiettili elettromagnetici e un sistema di fuoco che gli permette di ingaggiare altri carri oltre il loro raggio visivo, quindi è il carro migliore.
Elicotteri: Gli elicotteri sono mezzi d'attacco veloci che possono essere anche usati per esplorare il territorio in cerca di artiglieria e attacchi aerei, sono anche efficienti contro i carri armati, fucilieri, artiglieria e genieri non riparati. Sono anche molto fragili, e possono essere distrutti dai trasporti e genieri. La Russia utilizza il KA-65 Rapace. L'Europa utilizza il PAH-6 Ghepardo. Gli Stati Uniti usano l'AH-80 Blackfoot. I Blackfoot americani sono dotati di sistemi a guida laser ottica e sono molto precisi, questo rende i Blackfoot gli elicotteri più temuti sui campi di battaglia.
Artiglieria: Anche se relativamente lenta ed estremamente deboli in combattimento ravvicinato, l'artiglieria può devastare le unità di terra da lunga distanza. I russi utilizzano lo KV-20 Zhukov. L'Europa usa il AMZ-50 Fromboliere. L'America utilizza lo M320 Spartan. L'artiglieria russa Zhukov è la più valida di quelle americane ed europee perché ha un sistema di propulsione avanzato, un meccanismo di scatto automatico che la rende un'unità ad alto rateo di fuoco in grado di produrre, nell'impatto, danni più elevati.
Veicoli di comando: i Veicoli di comando portano il giocatore a disporre di funzioni di comando extra, tra cui il rilascio di UAV per l'esplorazione e il combattimento. Tutti i veicoli di comando sono protetti da droni robot automatici di scorta, che sono potenti contro fanteria ed elicotteri. I veicoli di comando solitamente possiedono alti livelli di vita, facendo di essi alcune tra le più importanti unità di combattimento. La Russia utilizza il MAZ-660 Ragno Reale. L'Europa impiega lo LV-20 Carlomagno. Gli americani usano lo C1A5 Archon. I Veicoli di Comando delle tre fazioni possiedono all'incirca le stesse capacità tattiche e differiscono molto solo in estetica. La scorta dei Veicoli di Comando è costituita da potenti Droni robot per gli americani e gli europei, e da un plotone di soldati per i russi.
Droni Robot: Questi potenti droni da combattimento automi sono piccoli ma potenti. Si muovono su ruote (Europa) o su cingoli (America) in piccoli gruppi, e scortano i Comandi Mobili JSF ed Enforcer. Hanno un corpo centrale e quello che sembra somigliare ad una testa, con due braccetti attaccati con le armi principali. Anche se non molto potenti, i droni possono essere molto convenienti nella difesa delle stazioni radio e sono efficaci contro elicotteri, fucilieri e comandi mobili. L'Europa usa gli Archer, armati di fucili laser diretti letali contro la fanteria. L'America usa i Rottweiler, con sensori avanzati, una minigun e pod lanciarazzi, molto forti contro gli elicotteri. La Russia non possiede droni e usa plotoni di fanteria per scortare i Comandi Mobili. Essendo robotici, i droni sono controllati dal veicolo che stanno scortando, non hanno bisogno di ordini e attaccheranno qualsiasi nemico dovesse attentare al veicolo di Comando.
Elicotteri di Supporto: Anche se non prendono parte all'azione sono comunque fondamentali perché incaricate di trasportare i rinforzi sulla linea del fronte e di evacuare le unità incapacitate per impedire che siano uccise dal nemico. Sono veloci ma disarmati e si ritireranno velocemente dall'area una volte assolte le loro funzioni. Sono vulnerabili a tutte le unità nemiche a parte i Fucilieri, ma le probabilità di attaccarlo sono ridotte perché sono troppo veloci nel ritirarsi e nell'evacuazione anche per essere intercettati dagli elicotteri d'assalto. Gli elicotteri di supporto per i veicoli sono grandi e corazzati mentre per la fanteria si usano versioni più piccole degli stessi elicotteri. Gli JSF usano i V-25 Goshawk e i V-27 Valkyrie. L'Europa usa gli EG-200 Tafano e gli EG-3000 Turbine. I Russi usano Mi-27 Locusta e Mi-33 Tarantola.
UAV : I velivoli senza pilota sono ideali per condurre operazioni segrete oltre le linee nemiche. Decollano dai Comandi Mobili e sono unità stealth, quindi solo Comandi Mobili nemici ed elicotteri d'assalto troppo vicini possono localizzarli. Gli UAV hanno microcamere di sorveglianza e localizzeranno automaticamente le unità nemiche e invieranno i loro movimenti al giocatore. Eventualmente gli UAV si possono potenziare per diventare UCAV, sempre velivoli senza pilota ma questa volta armati con missili aria terra per attaccare i nemici a terra. Data la visibilità causata dai loro missili sono molto più facili da identificare rispetto a un normale UAV e saranno molto vulnerabili se la loro infiltrazione viene compromessa da un'unità in grado di localizzarlo. Gli JSF usano l'SQ-3 Scryer. L'Europa usa l'Eaglefly. La Russia usa l'Avvoltoio.

## Accoglienza
| Testata         | Versione | Giudizio |
| --------------- | -------- | -------- |
| Play Generation | PSP      | 84/100   |

La rivista Play Generation lo classificò come il miglior gioco di strategia del 2008. La stessa testata diede alla versione per PlayStation Portable un punteggio di 84/100, apprezzando la solidità della struttura di base e gli elementi di originalità e come contro il fatto che non fosse tecnicamente "sbalorditivo" e che fosse adatto esclusivamente ad un pubblico di appassionati, finendo per trovarlo non il miglior strategico in circolazione, ma che meritava sicuramente l'attenzione degli appassionati del genere.